# World U-17 Hockey Challenge 2000
Die World U-17 Hockey Challenge 2000 war die neunte Austragung der World U-17 Hockey Challenge, einem Eishockeyturnier für Nachwuchs-Nationalmannschaften der Altersklasse U17. Vom 28. Dezember 1999 bis zum 3. Januar 2000 fand der Wettbewerb in zehn verschiedenen Orten in den kanadischen Provinzen Ontario und Québec statt. Dies waren Timmins, Chapleau, Cochrane, Haileybury, Hearst, Kapuskasing, Kirkland Lake, New Liskeard und Smooth Rock Falls in Ontario sowie Rouyn-Noranda in Québec. Die Goldmedaille gewann zum zweiten Mal die russische Auswahl (nach 1988; als Sowjetunion), die sich im Finale gegen das Team Canada Ontario durchsetzte.

## Modus
Die zehn Teilnehmer wurden in zwei Gruppen mit je fünf Mannschaften eingeteilt. In der Gruppenphase spielte jedes Team einmal gegen alle anderen Gruppenteilnehmer und absolvierte somit vier Spiele. Die jeweiligen Gruppenersten und -zweiten qualifizierten sich für das Halbfinale, das ebenso wie das Finale als K.-o.-Spiel ausgetragen wurde.

## Gruppenphase

### Gruppe A
| 28. Dezember 1999 19:00 Uhr (Ortszeit) | Canada Québec Didier Bochatay (19:33) Charles Gauthier (21:34) Nicolas Corbeil (44:23) | 3:3 (1:0, 1:1, 1:2) Spielbericht | Finnland Henrik Juntunen (24:54) Kristian Kuusela (40:26) unvollständig | Timmins, Ontario |

| 28. Dezember 1999 19:00 Uhr | Russland Ilja Kowaltschuk (13:57) Stanislaw Tschistow (51:48) Juri Trubatschow (57:36) | 3:2 (1:0, 0:1, 2:1) Spielbericht | Canada West Ryan MacMurchy (27:53) Luke Molotowsky (54:01) | Kirkland Lake, Ontario |

| 29. Dezember 1999 19:00 Uhr | Finnland Kristian Kuusela (8:33) Antti-Jussi Miettinen (18:55) Kristian Kuusela (52:32) | 3:6 (2:2, 0:3, 1:1) Spielbericht | Russland Konstantin Michailow (15:16) Konstantin Michailow (17:47) Ilja Kowaltschuk (24:10) Ilja Kowaltschuk (33:33) Ilja Kowaltschuk (33:58) Konstantin Michailow (54:16) | Kirkland Lake, Ontario |

| 29. Dezember 1999 19:00 Uhr | Canada West Darren Lynch (6:35) Jeff Lucky (15:15) Jordin Tootoo (55:53) | 3:5 (2:1, 0:1, 1:3) Spielbericht | Vereinigte Staaten Brian McConnell (13:50) Brian McConnell (24:06) Brian McConnell (46:40) Brian McConnell (52:07) Ryan Whitney (56:35) | New Liskeard, Ontario |

| 30. Dezember 1999 19:00 Uhr | Canada Québec Jean-François Soucy (5:11) | 1:2 (1:0, 0:0, 0:2) Spielbericht | Canada West Kyle Ladobruk (42:21) Kyle Ladobruk (44:06) | Rouyn-Noranda, Québec |

| 30. Dezember 1999 19:00 Uhr | Vereinigte Staaten Gino Guyer (6:40) Brian McConnell (16:38) Jake Riddle (25:30) Tim Gleason (45:40) | 4:4 (2:2, 1:1, 1:1) Spielbericht | Russland Wladislaw Jewsejew (7:32) Juri Trubatschow (9:36) Ilja Kowaltschuk (27:05) Timofei Schischkanow (49:25) | New Liskeard, Ontario |

| 31. Dezember 1999 14:00 Uhr | Russland Oleg Minakow (3:13) Ilja Kowaltschuk (21:07) Juri Trubatschow (28:44) Alexei Kaigorodow (29:46) Wiktor Utschewatow (49:34) Stanislaw Tschistow (50:20) Ilja Kowaltschuk (56:17) | 7:3 (1:3, 3:0, 3:0) Spielbericht | Canada Québec Charles Gauthier (0:29) Charles Gauthier (1:55) Nicolas Corbeil (12:33) | Rouyn-Noranda, Québec |

| 31. Dezember 1999 14:00 Uhr | Finnland Tomi Mustonen (49:54) Tuomas Mikkonen (56:15) | 2:5 (0:3, 0:0, 2:2) Spielbericht | Vereinigte Staaten Gino Guyer (2:18) Lee Falardeau (3:16) Ryan Murphy (3:59) Eric Nystrom (41:08) Justin Maiser (42:12) | Haileybury, Ontario |

| 1. Januar 2000 15:00 Uhr | Vereinigte Staaten Justin Maiser (40:37) Ryan Hollweg (43:52) | 2:3 (0:0, 0:1, 2:2) Spielbericht | Canada Québec Jean-François Soucy (24:45) Mathieu Dumas (44:23) Mathieu Dumas (46:55) | Rouyn-Noranda, Québec |

| 1. Januar 2000 15:00 Uhr | Canada West Jeff Lucky (9:33) Kyle Ladobruk (10:19) Grant Jacobsen (49:56) Darren Lynch (58:04) | 4:2 (2:0, 0:2, 2:0) Spielbericht | Finnland Kristian Kuusela (26:17) Joni Pitkänen (33:20) | New Liskeard, Ontario |

| Pl. |                    | Sp | S | U | N | Tore  | Punkte |
| 1.  | Russland           | 4  | 3 | 1 | 0 | 20:12 | 7      |
| 2.  | Vereinigte Staaten | 4  | 2 | 1 | 1 | 16:12 | 5      |
| 3.  | Canada West        | 4  | 2 | 0 | 2 | 11:11 | 4      |
| 4.  | Canada Québec      | 4  | 1 | 1 | 2 | 10:14 | 3      |
| 5.  | Finnland           | 4  | 0 | 1 | 3 | 10:18 | 1      |

Abkürzungen: Pl. = Platz, Sp = Spiele, S = Siege (auch nach Verlängerung (Overtime) oder Penaltyschießen), U = Unentschieden, N = Niederlagen

Erläuterungen: Qualifikant für das Halbfinale

### Gruppe B
| 28. Dezember 1999 19:00 Uhr | Canada Atlantic unvollständig (0:35) Jeff Furlong (13:15) David Philpott (50:13) Michael Halitzki (59:22) | 4:6 (2:4, 0:0, 2:2) Spielbericht | Canada Pacific Chris St. Jacques (0:14) Seth Leonard (4:23) Duncan Milroy (5:00) Duncan Milroy (0:34) Duncan Milroy (44:05) Chris St. Jacques (56:37) | Kapuskasing, Ontario |

| 28. Dezember 1999 19:00 Uhr | Deutschland Adrian Grygiel (21:45) Adrian Grygiel (50:42) | 2:4 (0:0, 1:3, 1:1) Spielbericht | Canada Ontario Trevor Daley (25:23) Stephen Weiss (30:08) Stephen Weiss (39:28) Derek Roy (52:48) | New Liskeard, Ontario |

| 29. Dezember 1999 19:00 Uhr | Canada Pacific Doug Lynch (2:21) Scottie Upshall (16:03) Greg Watson (45:03) Doug Lynch (49:13) | 4:3 (2:1, 0:2, 2:0) Spielbericht | Tschechien Milan Michálek (18:08) Lukáš Dobrý (27:35) Jiří Hudler (30:31) | Timmins, Ontario |

| 29. Dezember 1999 19:00 Uhr | Canada Atlantic Bobby Clarke (16:05) Jamie McCabe (20:51) Jeff Furlong (22:25) Michael Halitzki (35:50) David Philpott (41:37) Andrew Ferrier (46:17) | 6:2 (1:1, 3:1, 2:0) Spielbericht | Deutschland Christoph Ullmann (2:16) Benjamin Barz (25:26) | Smooth Rock Falls, Ontario |

| 30. Dezember 1999 19:00 Uhr | Canada Ontario unvollständig | 5:0 | Canada Pacific unvollständig | Timmins, Ontario |

| 30. Dezember 1999 19:00 Uhr | Tschechien Milan Michálek (7:49) Jiří Hudler (8:10) Lukáš Dobrý (23:48) Daniel Volráb (56:04) | 4:1 (2:0, 1:1, 1:0) Spielbericht | Canada Atlantic Dale Sullivan (31:36) | Kapuskasing, Ontario |

| 31. Dezember 1999 14:00 Uhr | Canada Ontario Stephen Weiss (0:52) Brendan Bell (5:25) Stephen Weiss (5:46) Stephen Weiss (12:43) unvollständig (16:09) Trevor Daley (16:51) Ryan Ramsay (22:05) Stephen Weiss (28:19) Ryan Ramsay (32:42) Trevor Daley (36:36) Trevor Daley (56:21) | 11:2 (6:0, 4:0, 1:2) Spielbericht | Canada Atlantic Craig Nightingale (45:52) Colin Nicholson (51:42) | Timmins, Ontario |

| 31. Dezember 1999 14:00 Uhr | Tschechien Jan Řehoř (6:09) Lukáš Dobrý (12:37) Jan Zakovsky (14:27) Tomáš Plíhal (15:17) Martin Juza (15:45) Milan Michálek (22:16) Jan Tabak (30:01) Daniel Volráb (37:12) Petr Tatíček (59:48) | 9:1 (5:0, 3:1, 1:0) Spielbericht | Deutschland David Danner (47:43) | Hearst, Ontario |

| 1. Januar 2000 15:00 Uhr | Canada Ontario Derek Roy (7:14) Stephen Weiss (9:30) unvollständig (42:17) Ryan Ramsay (42:41) unvollständig (?) | 5:4 (2:1, 0:1, 3:2) Spielbericht | Tschechien Jan Tabak (15:49) unvollständig (26:59) Petr Tatíček (44:39) Lukáš Dobrý (53:09) | Timmins, Ontario |

| 1. Januar 2000 15:00 Uhr | Deutschland Stefan Schauer (17:57) Adrian Grygiel (35:57) | 2:12 (1:3, 1:5, 0:4) Spielbericht | Canada Pacific Seth Leonard (0:28) Doug Lynch (8:49) Greg Watson (9:41) Scottie Upshall (20:57) Chris Heid (29:54) Scottie Upshall (30:09) Jeff Woywitka (36:59) Scottie Upshall (39:40) Colin Guiguet (41:21) Chris St. Jacques (45:46) Mark Kelts (50:55) Chris St. Jacques (51:36) | Cochrane, Ontario |

| Pl. |                 | Sp | S | U | N | Tore  | Punkte |
| 1.  | Canada Ontario  | 4  | 4 | 0 | 0 | 25:08 | 8      |
| 2.  | Canada Pacific  | 4  | 3 | 0 | 1 | 22:14 | 6      |
| 3.  | Tschechien      | 4  | 2 | 0 | 2 | 20:11 | 4      |
| 4.  | Canada Atlantic | 4  | 1 | 0 | 3 | 13:23 | 2      |
| 5.  | Deutschland     | 4  | 0 | 0 | 4 | 07:31 | 0      |

Abkürzungen: Pl. = Platz, Sp = Spiele, S = Siege (auch nach Verlängerung (Overtime) oder Penaltyschießen), U = Unentschieden, N = Niederlagen

Erläuterungen: Qualifikant für das Halbfinale

## Platzierungsspiele

### Spiel um Platz 9
| 2. Januar 2000 14:00 Uhr | Deutschland Fabian Krammer (44:50) Martin Hinterstocker (51:09) | 2:4 (0:2, 0:1, 2:1) Spielbericht | Finnland Henrik Juntunen (18:23) Juha-Pekka Ketola (19:24) Tomi Mustonen (23:15) Tomi Sykkö (45:53) | Chapleau, Ontario |

### Spiel um Platz 7
| 2. Januar 2000 14:00 Uhr | Canada Atlantic | 0:3 (0:0, 0:3, 0:0) Spielbericht | Canada Québec Jonathan Jolette (33:46) Simon Nadeau (35:15) Jonathan Ferland (37:26) | Kirkland Lake, Ontario |

### Spiel um Platz 5
| 2. Januar 2000 14:00 Uhr | Tschechien Jan Tabak (4:45) Jan Zakovsky (59:16) | 2:4 (1:2, 0:2, 1:0) Spielbericht | Canada West Darren Lynch (8:01) Joel Stepp (14:26) Joel Stepp (30:33) Chris Falloon (39:49) | Kapuskasing, Ontario |

## Finalrunde
|  | Halbfinale | Halbfinale         | Halbfinale |  |  | Finale | Finale         | Finale |
|  |            |                    |            |  |  |        |                |        |
|  |            |                    |            |  |  |        |                |        |
|  | A1         | Russland           | 7          |  |  |        |                |        |
|  | B2         | Canada Pacific     | 5          |  |  |        |                |        |
|  |            |                    |            |  |  | A1     | Russland       | 2      |
|  |            |                    |            |  |  | B1     | Canada Ontario | 0      |
|  | B1         | Canada Ontario     | 6          |  |  |        |                |        |
|  | A2         | Vereinigte Staaten | 5          |  |  |        |                |        |
|  |            |                    |            |  |  |        |                |        |

### Halbfinale
| 2. Januar 2000 14:00 Uhr | Canada Pacific Chris St. Jacques (7:03) Brandon Gawryletz (14:30) Jeff Woywitka (27:37) Matt Keith (35:57) Chris St. Jacques (41:34) | 5:7 (2:2, 2:2, 1:3) Spielbericht | Russland Juri Trubatschow (8:09) Alexander Franzusow (18:06) Ilja Kowaltschuk (21:34) Ilja Kowaltschuk (25:06) Ilja Kowaltschuk (43:27) Alexei Kaigorodow (44:39) Juri Trubatschow (59:47) | New Liskeard, Ontario |

| 2. Januar 2000 14:00 Uhr | Canada Ontario Stephen Weiss (5:28) Chris Thorburn (22:27) Craig Kennedy (55:17) Trevor Daley (55:41) unvollständig (?) Stephen Weiss (?) | 6:5 n. V. (1:0, 1:3, 3:2, 1:0) Spielbericht | Vereinigte Staaten Jake Riddle (23:02) Justin Maiser (27:38) Jake Riddle (32:56) Gino Guyer (54:52) Lee Falardeau (56:53) | Timmins, Ontario |

### Spiel um Platz 3
| 3. Januar 2000 13:00 Uhr | Vereinigte Staaten Lee Falardeau (8:18) Brian McConnell (56:20) | 2:3 n. V. (1:1, 0:1, 1:0, 0:1) Spielbericht | Canada Pacific Darren McLachlan (12:45) Darren McLachlan (32:57) Duncan Milroy (78:54) | New Liskeard, Ontario |

### Finale
| 3. Januar 2000 13:00 Uhr | Canada Ontario | 0:2 (0:0, 0:1, 0:1) Spielbericht | Russland Oleg Minakow (31:21) Stanislaw Tschistow (42:13) | Timmins, Ontario |

### Sieger – Russland
| Sieger der World U-17 Hockey Challenge 2000 Russland | Torhüter: Andrei Medwedew, Nikita Wdowenko Verteidiger: Alexander Franzusow, Igor Knjasew, Maxim Kondratjew, Wladimir Korsunow, Renat Mamaschew, Leonid Schwatschkin, Artjom Ternawski, Wiktor Utschewatow Angreifer: Jewgeni Artjuchin, Alexander Blochin, Wladislaw Jewsejew, Alexei Kaigorodow, Ilja Kowaltschuk, Konstantin Michailow, Oleg Minakow, Alexander Poluschin, Stanislaw Pupyrew, Timofei Schischkanow, Juri Trubatschow, Stanislaw Tschistow Trainer: Wladimir Pljuschtschew |

## Abschlussplatzierungen
| Pl. | Team               |
| --- | ------------------ |
| 1   | Russland           |
| 2   | Canada Ontario     |
| 3   | Canada Pacific     |
| 4   | Vereinigte Staaten |
| 5   | Canada West        |
| 6   | Tschechien         |
| 7   | Canada Québec      |
| 8   | Canada Atlantic    |
| 9   | Finnland           |
| 10  | Deutschland        |